# Christopher Sembroski
Christopher Sembroski (nacido el 28 de agosto de 1979) es un ingeniero de datos estadounidense, veterano de la Fuerza Aérea y astronauta comercial que actualmente vive en Everett, Washington, Estados Unidos. A él se unió el multimillonario Jared Isaacman en la misión Inspiration4 a la órbita.
Es empleado en Lockheed Martin y astronauta de la misión Inspiration4. El puesto de vuelo espacial se le dio a Sembroski después de que un amigo rechazó el premio y se lo transfirió a Sembroski. El amigo, que conocía a Sembroski de la Universidad Aeronáutica Embry-Riddle en Florida, permanece en el anonimato.
Sembroski ha estado interesado en el espacio durante mucho tiempo, siendo un astrónomo aficionado y cohetero. Sembroski recibió el distintivo de llamada "Hanks" durante el entrenamiento.
Aparece en la portada de un número doble de la revistaTime con el resto del equipo de Inspiration4 en agosto de 2021.

## Carrera profesional
Sembroski creció en Kannapolis, Carolina del Norte. Durante la universidad, Sembroski se ofreció como voluntario para ProSpace, una organización sin fines de lucro que aboga por los vuelos espaciales privados. Sembroski también fue consejero en Space Camp en Huntsville, Alabama, que promueve la ciencia, la tecnología, la ingeniería y las matemáticas para niños y adolescentes. Después de la universidad, Sembroski se unió a la Fuerza Aérea de los Estados Unidos como Técnico Electromecánico, siendo ubicado en la Base de la Fuerza Aérea Malmstrom en Great Falls, Montana. Sembroski se desempeña en la actualidad como ingeniero de datos para Lockheed-Martin.